# Globulo fuso

Localizzazione di un globulo fuso (molten globule) all'interno di un folding funnel.

Per globulo fuso (o molten globule) si intende una proteina in uno stato stabile di parziale avvolgimento che si verifica in condizioni di basso pH (generalmente pH=2), blanda denaturazione o alta temperatura.
Gli studi spettroscopici e di dicroismo circolare hanno evidenziato una struttura secondaria simile a quella della proteina nativa ed una struttura terziaria poco compatta, mancante di rigidità e pertanto particolarmente dinamica come se si trovasse allo stato liquido (e per questo che si parla di globulo fuso). Queste caratteristiche sono molto simili a quelle osservate negli stati transitori che si hanno durante il ripiegamento di alcune proteine, in particolare proteine globulari che subiscono il collasso idrofobico, pertanto il termine globulo fuso è anche usato in riferimento a determinati stadi intermedi di avvolgimento delle proteine con energia superiore a quella dello stato nativo ma inferiore a quella dello stato denaturato.